# Vil·la romana de la Llosa
La vil·la romana de la Llosa és un jaciment arqueològic del municipi de Cambrils. Consta d'una casa particular pertanyent a una família romana rica d'aleshores i d'un edifici de pedra a uns 100m. Està situat al barri de la Llosa a la riba occidental del barranc de la Mare de Déu del Camí, molt a prop de la costa. Va ser descoberta l'any 1980. Aquest conjunt arqueològic proporciona informació rellevant de l'ocupació romana dels voltants de Tàrraco, la Tarragona romana.
El 1992 s'hi han trobat un conjunt de bronzes excepcionals, exposats al Museu del Molí de les Tres Eres. Com el molí, el jaciment fa part de la xarxa del Museu d'Història i és obert al públic.

## Història

### Fase 0
La planta de l'edifici és difícil d'interpretar a causa de la conservació parcial dels estrats trobats en treballs de nivells geològics d'aquesta segona meitat del segle i aC
Aquestes escasses troballes ens parlen d'un establiment agrícola de petita magnitud, habitual de l'època, però amb l'element distintiu rellevant que es tracta d'un forn terrissaire que proporcionava als ocupants de la vila els materials ceràmics necessaris per a l'emmagatzematge dels diferents tipus de productes que s'hi produïen o consumien.

### Fase 1
En aquesta fase trobem un principi de planificació urbanística que dona a la vila un nou sentit ocupacional. Als voltants del canvi d'era es farà un anivellament del terreny que iguala les construccions anteriors i assenta la base de la construcció que es pot veure actualment. La nova funcionalitat dibuixa una nova distribució així com nous emplaçaments.
La resta d'un mur ens indica l'existència d'un passadís que disposava d'un lateral obert encarat cap al mar. L'existència d'un espai de circulació que connectaria una sèrie d'habitacions quadrangulars. Al darrere d'aquesta primera filera d'habitacions es troba una segona àrea d'estances tot seguint el desnivell del terreny. Les estances queden llavors distribuïdes al voltant d'una àrea oberta interna, espai que antigament hauria ocupat el forn de terrissa que ja hauria deixat d'utilitzar-se.
Per altra banda s'han identificat les restes d'un hipocaust que possiblement corresponien a una possible àrea termal a més a més d'unes latrines amb dipòsits revestits d'opus signinum.

### Fase 2
Es va transformar tots els sectors de la vil·la. S'originen una sèrie de recintes totalment tancats que no sabem a què es destinaven, corresponent a les habitacions que s'obrien a l'exterior. En un dels casos, es tracta d'una habitació que presentava restes de decoració pictòrica a les parets, un cop retirada la porta també es retira el paviment i es rebaixa el subsòl tot efectuant un retall que coincidia amb el perímetre de les estructures, retall posteriorment reblert amb diferents nivells compostos finalment per elements constructius amuntegats, restes de decoració mural, peces de marbre que correspondrien a un paviment d'opus sectile, i al final d'aquest nivell, un interessant conjunt de peces de bronze.
També trobem la construcció del sòcol del mur perimetral corresponent a la fase 1, en el que s'entreveu l'empremta d'una columnata, les compartimentacions del corredor i l'abandonament de l'àrea dels banys com a tal.

### Fase 3
Modificació de l'aspecte general de la vil·la a causa d'una nova transformació arquitectònica i urbanística. Es troben diversos abocadors de deixalles pèl que abans havia estat una àrea residencial. La major part de les estances s'abandonen definitivament i d'altres apareixen negades per regularitzacions del terreny i enderrocs, i encara més important, es localitza en aquest sector una zona d'enterraments l'ús de la qual es prolongarà fins al final del segle V o començament del VI dC.
Enterraments d'individus de diferent edat, sovint amb contenidor amfòric, de tegulae o amb inhumacions directes en fossa. És en aquest moment que es documenta l'abandonament definitiu d'aquest sector del jaciment.

## Assentament
Va ser un assentament dels molts que hi van haver a l'ager de Tarraco, situat estratègicament al costat d'un corrent d'aigua (barranc de la Mare de Déu del Camí), molt a prop de la línia de mar i de la via Augusta, principal ruta terrestre cap a Tàrraco en una zona fèrtil per al cultiu. Amb les restes que se'ns han conservat, podem dir que la vil·la ocupa un solar més o menys rectangular d'uns 17500 m² (70 per 250 m) que es divideixen en dues zones ben diferenciades:
- La zona més septentrional, on hi ha una estructura en forma d'U que podrien ser magatzems o estances pels esclaus que treballaven per a l'amo amb troballes de producció artesanal d'autosuficiència. Es dividia en petites estances de pocs metres d'ample sense cap connexió interna entre elles, totes tenien portes d'accés i gaudien una petita passarel·la exterior de porxos de fusta en la cara interna d'aquesta U per a cobrir-se del sol.
- La zona més a tocar del mar, on hi ha l'estructura principal o casa dels propietaris (nucli de la pars urbana) on les troballes són més nombroses i més destacades. Aquí tenim la residència dels amos, la qual oferia descans i goig als propietaris. Es distribuïa en estances concretes i certament petites, com ara els menjadors (biclinium i després el triclinum), sala de recepció, habitacions i estances, cuina, lavabos, banys (caldarium, laconicum així com un frigidarium fora la casa en un annex cobert), pou, un forn on produir ceràmiques, un possible jardí i un petit hort per a l'horticultura. També gaudia d'una forma d'U, però no tant pronunciada que l'altra estructura i evidentment d'unes dimensions molt més grans i amb un gran porxo vorejant la cara interna de la U que compliria de passadís i element connector entre estances. Aquesta zona així mateix es pot subdividir en dos: la part més antiga (s I aC) i la seva posterior ampliació cap a l'interior, que va representar el punt de màxima esplendor (s. II dC). Aquesta estructura va arribar a assolir una claveguera pròpia aprofitant la zona més pròxima al barranc per a posar el dipòsit d'aigua de la cuina i la via de desguàs dels lavabos.

Aquestes estructures planificades es van estructurar en forma d'U igual que orientades, fent que la part interna de la U estigués al sud i aprofites les màximes hores de sol alhora que es protegien amb aquesta forma del fort ven característic de la zona. 

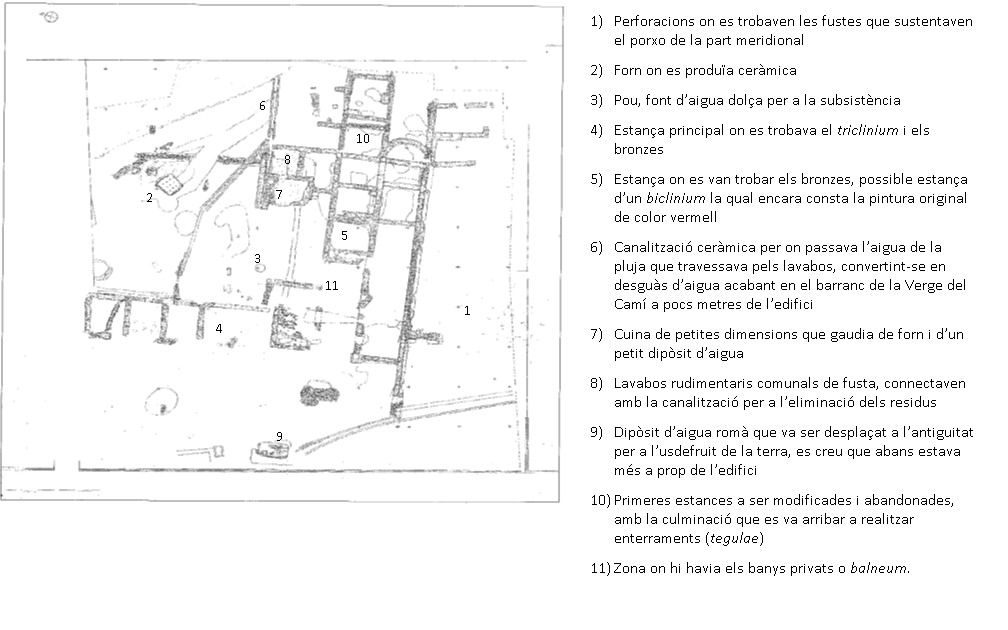
Planimetria de l'edifici principal de la vil·la romana de la Llosa amb una breu descripció dels seus trets característics

## Troballes

### Conjunt de bronzes

#### Lampadari antropomorf
És la peça més destacada i espectacular del jaciment. Trobada el 1992 a una sala que no pertanyia al seu lloc d'ús. La majoria de les datacions el daten de la segona meitat del segle i. Representa un jove nu, vestit només amb unes sandàlies, portant al braç dret un objecte no conservat amb actitud de ser pesant, com una espècie de safata on es podria dipositar certs objectes per al manteniment de les llànties mentre que al braç esquerre sosté un objecte floral enrotllat que s'enlaira damunt del seu cap fins a ramificar-se en quatre branques que servirien per al propòsit de penjar els elements d'il·luminació.
Tota aquesta escultura està en una peanya circular alhora sostinguda per una plataforma rectangular decorada i sostinguda per quatre potes zoomorfes (en urpes de felí en aquest cas), conservades tres. Un estudi d'Eva M. Koppel ha determinat que podria tractar-se d'un Bacus adaptat a nen, fet a partir de models adults.
Tots els indicis trobats fins ara indiquen que es tractava d'una estàtua lampadari de doble funció: il·luminació i decoració d'estances, les quals n'hi ha de paral·leles a Pompeia, amb representacions molt diverses (amb altres representacions com Efebus), al Museu Bardo, de Thibar, a Tunísia o al Museu de Còrdoba igual que el lampadari del petit negret nubi, trobat al port de Tarragona i exposat al Museu Nacional Arqueològic de Tarragona. La similitud trobada entre les peces a la península Ibèrica fa pensar en l'existència de tallers dedicats a la producció d'escultures, un dels quals seria el lampadari de la Llosa. 

#### Canelobre
El canelobre, que seria una altra llum de peu, és un bronze de 1,75m d'alçada que estaria format per un fust estriat que encaixaria en un suport en forma de trespeus amb urpes de felí. Té com a característica que a la part superior del fust, el canelobre presenta un coronament en forma de calze decorat amb un extens repertori de motius geomètrics i vegetals estilitzats, culminant en una peça plana que serviria de base per a una llàntia.

#### Llàntia piriforme i suports
La llàntia era probablement l'element que coronava aquest canelobre. És de tipus piriforme (és a dir,  la boca lleugerament eixamplada i un bombament en el coll) amb un únic broc i amb una ansa decorada a l'extrem amb la representació d'una màscara teatral. Aquesta iconografia és un prototipus molt estès per tot el món romà. N'hi ha de semblants al Museo Arqueológico Provincial de Lleó, i l'altra al Museu de Cadis, amb les mateixes datacions que a la vil·la romana de Cambrils (final del segle i – inici segle ii). També hi ha exemplars fora d'Hispània com les conservades al Museu Arqueològic d'Aquileia, al Museu del Louvre, al Museu de Milà i a Magúncia. 
Del mateix conjunt de bronzes en són dos suports idèntics en morfologia però de dimensions diferents. Consisteixen en una base quadrangular sostinguda amb quatre potes en forma d'urpes de felí, de factura igual a la plataforma del lampadari, al centre hi ha una perforació circular on encaixaria una peça cilíndrica que sostindria algun tipus d'element. Es pot relacionar la seva utilitat amb la funció de sostenir recipients, generalment craters (recipient destinat a contenir una barreja d'aigua i vi amb dues nanses, de tradició grega) igual que en alguns casos trobats a Pompeia encara que a Cambrils no hi ha cap indici de recipients.

#### Pàtera i cassó
Completen el conjunt dos recipients; el cassó i la pàtera. Pel que fa al cassó (37cm x 15cm), és un recipient de forma oval, amb molta ornamentació al mànec. La pàtera en canvi és la peça més profusament decorada, de molt bona factura i circular (17cm de diàmetre).

### Estucs i marbres

#### Marbres (Opus sectile)
A l'excavació es van trobar abundants peces de marbre de formes tant quadrangulars com de triangulars que haurien format el que es diu opus sectile (tècnica artística pròpia del mosaic, les peces, de poca amplària, es combinen amb altres mitjançant el tessel·lat per a omplir un espai). Amb les dues dimensions de les peces (14x7 cm i 20x10'5 cm per les peces triangulars i 14'5x14'5cm i 21x21cm per les quadrangulars) es jugaria per a fer un patró en la seva composició a l'igual amb la seva tonalitat cromàtica (brocatello o vermellós, blanques-groguenques i blaves-grisenques o cipollino, greco scritto).

#### Pintures
Es va demostrar que la domus estava decorada amb estucs a les parets, però malauradament només s'han conservat a la base d'una estança el color rogenc original de la sala, possiblement l'habitació on hi havia el biclinium.

### Estris quotidians
A causa del fet que era una vil·la, allí hi vivia gent permanentment i s'exportava els excedents de la producció. Per això s'han pogut trobar objectes de la vida quotidiana de la gent que treballava a la vil·la per, tal que un motlle superior d'un molí de mà romà, elements de taller, agulles de cosir, llànties comunes, recipients ceràmics decorats (terra sigilata), fragments d'àmfora, rajoles, fins i tot instruments quirúrgics… 

## Cronologia de les excavacions i historiografia
A l'inici dels anys 1980, a causa de l'expansió demogràfica i la demanda de turisme a Cambrils, s'inicia el Pla d'Urbanització de la Llosa, barri del poble a la vora del mar. El 1983 i 1984, pel fet que les prospeccions arqueològiques van determinar la magnitud de les restes, es van iniciar les primeres excavacions. Des del 1990 es van fer excavacions anuals fins al 2008 i es va paralitzar totalment al 2010.
Van endevinar que va haver-hi diverses fases constructives des d'un primer moment, primer en la zona meridional mirant al mar i una de segona perpendicular a aquesta i posterior abandonament progressiu.
El que no van poder endevinar de primeres, va ser que en un primer moment, es va pensar que podria haver sigut un edifici de dues plantes, ja que es van trobar conservada en una habitació part d'una escala que donaria accés a la segona àrea d'estances darrere d'aquesta primera fila d'habitacions meridionals. El cas era que aquelles escales servien per a salvar el desnivell de la zona, ja que la zona meridional estava més baixa i el pendent va fer que per a la segona part de les estances es fes més amunt (fent per desgràcia que la seva conservació fos pitjor, arran de terra).